# Simochromis
Рід налічує 5 видів риб родини цихлові.

## Види
- Simochromis babaulti Pellegrin 1927
- Simochromis diagramma (Günther 1894)
- Simochromis margaretae Axelrod & Harrison 1978
- Simochromis marginatus Poll 1956
- Simochromis pleurospilus Nelissen 1978

## Переглянуті (старі) назви
- Simochromis curvifrons див. Pseudosimochromis curvifrons (Poll 1942)